# Paris Lees
Paris Lees is een Engelse journaliste, presentatrice, activiste en schrijfster. Lees was de allereerste transgender columnist van het blad Vogue.

## Biografie
Paris Lees groeide als jongen op in Hucknall in Nottinghamshire. Ze werd veel gepest en stopte met school. Lees was op zestienjarige leeftijd betrokken bij een overval, waarvoor ze een celstraf van twee jaar kreeg. Nadat ze voorwaardelijk was vrijgelaten, keerde ze terug naar school en haalde haar diploma. Vervolgens ging ze Engels en literatuur studeren aan de Universiteit van Brighton. Omstreeks dezelfde tijd startte ze met haar gendertransitie.
Nadat ze was afgestudeerd, verhuisde Lees naar Londen en werd ze medewerker bij de Gay Times. In de jaren daarna volgden meer aanstellingen in de journalistieke wereld. Lees werd de eerste openlijke vrouwelijke transgender presentator op BBC Radio 1 en Channel 4. In 2013 eindigde ze ook op de eerste plek van de Pink List van The Independent. Ze was ook actief voor Trans Media Watch, waar ze zich inzette voor het verwijderen van transfobische content in hun uitzendingen.
In 2021 kwam Lees' eerste boek What It Feels Like For A Girl uit, dat gaat over haar jeugd.